# Tichý nepřítel (Star Trek: Enterprise)
Tichý nepřítel (v anglickém originále Silent Enemy) je epizoda seriálu Star Trek: Enterprise. Jde o dvanáctý díl první řady pátého seriálu ze světa Star Treku.

## Děj
Enterprise rozmisťuje zesilovače echo1 a echo2 pro subprostorovou komunikaci se Zemí. Při práci se k nim však přibližuje neznámá loď, která neodpovídá na přátelské volání a po chvíli zase odlétá. Senzory o ní nic nezjistily.
Malcolm Reed bude mít narozeniny, a tak se kapitán Archer snaží zjistit, které jídlo má nejraději. Když se to však nedozvěděl ani od jeho rodičů, pověřil Hoshi, aby to zjistila. Poté se tajemná loď znovu objevila a po Enterprise vystřelila a poškodila ji. Kapitán se proto rozhodl, že se Enterprise vrátí do doků na Jupiteru, aby jim tam nainstalovali fázová děla, která tam už před odjezdem měla být (jenže tenkrát vyrazili o několik týdnů dřív). Trip s tím nesouhlasí, protože lidé na Enterprise by to zvládli také, a proto se o to pokouší přímo na lodi. Spěchá také proto, že nepřítel se může kdykoli vrátit.
Nepřítel se také vrátil. Vyřadil na lodi všechny systémy a jedna transportní loď se dostala do hangáru. Na loď se tak dostali mimozemšťané a omráčili a následně uměle zasahovali do těl dvou členů posádky, avšak kapitán je vyrušil a pak sami odešli. Jejich střelbou byla poškozena levá gondola, takže museli technici zabrat, aby se co nejdřív obnovil warp pohon a zároveň fungovala děla.
Po dvou dnech byly opravy dokončeny a chystala se zkouška fázových děl na přídi. Při ní se však náhle přetížily a vyvolaly na cíli obrovský ničivý účinek, ale přetížení poničilo rozvody plazmatu. Původce všeho byl nalezen v hangáru dva. Nainstalovali ho tam mimozemšťané a kontrolovalo téměř vše na lodi a obrovské množství energie. Kapitán toto zařízení zničil a odmítá se, nyní už nepříteli, poddat.
Hoshi se mezitím pořád zoufale snaží zjistit něco o Reedově oblíbeném jídle – avšak nikdo to neví. Nakonec jí pomohl doktor Phlox, když tak trochu porušil lékařské tajemství a podle toho, že Reedovo tělo je alergické na bromelin, došel k tomu, že by mohl být vhodný ananas. Hoshi to stačilo.
Mimozemšťané se znovu objevili a tentokrát zahájila palbu Enterprise, ale i fázová děla neměla proti jejich štítům šanci. Avšak kapitána napadlo, že by se mohly děla znovu přetížit. Bylo by to ale velice nebezpečné, avšak Trip dostal nápad, jak škody zmenšit a Enterprise vypálila podruhé. S vlastními malými škodami z přetížení nepřátelům vyřadili štíty a následně torpéda mimozemskou loď poškodily, ale ona uletěla.
Kapitán nyní shledal zbytečné, aby se vraceli domů, když děla na přídi fungují a na zádi budou dodělány. Reed také dostal dárek – ananasový dort, z kterého měl velkou radost.